# Castelo de Fyvie
O Castelo de Fyvie localiza-se na vila de Fyvie, próximo a Turriff em Aberdeenshire, na Escócia.
O início da construção do castelo remonta ao século XIII - algumas fontes referem que em 1211 por William, o Leão. Fyvie foi o local de um tribunal ao ar livre realizado por Robert, o Bruce, e Carlos I de Inglaterra passou aí a sua infância.
Após a Batalha de Otterburn (1390), deixou de ser um reduto real e, esteve sucessivamente na posse de cinco famílias - os Preston, os Meldrum, os Seton, os Gordon e os Leith - cada uma das quais adicionou uma nova torre ao castelo.